# Anne van Orléans (1906-1986)

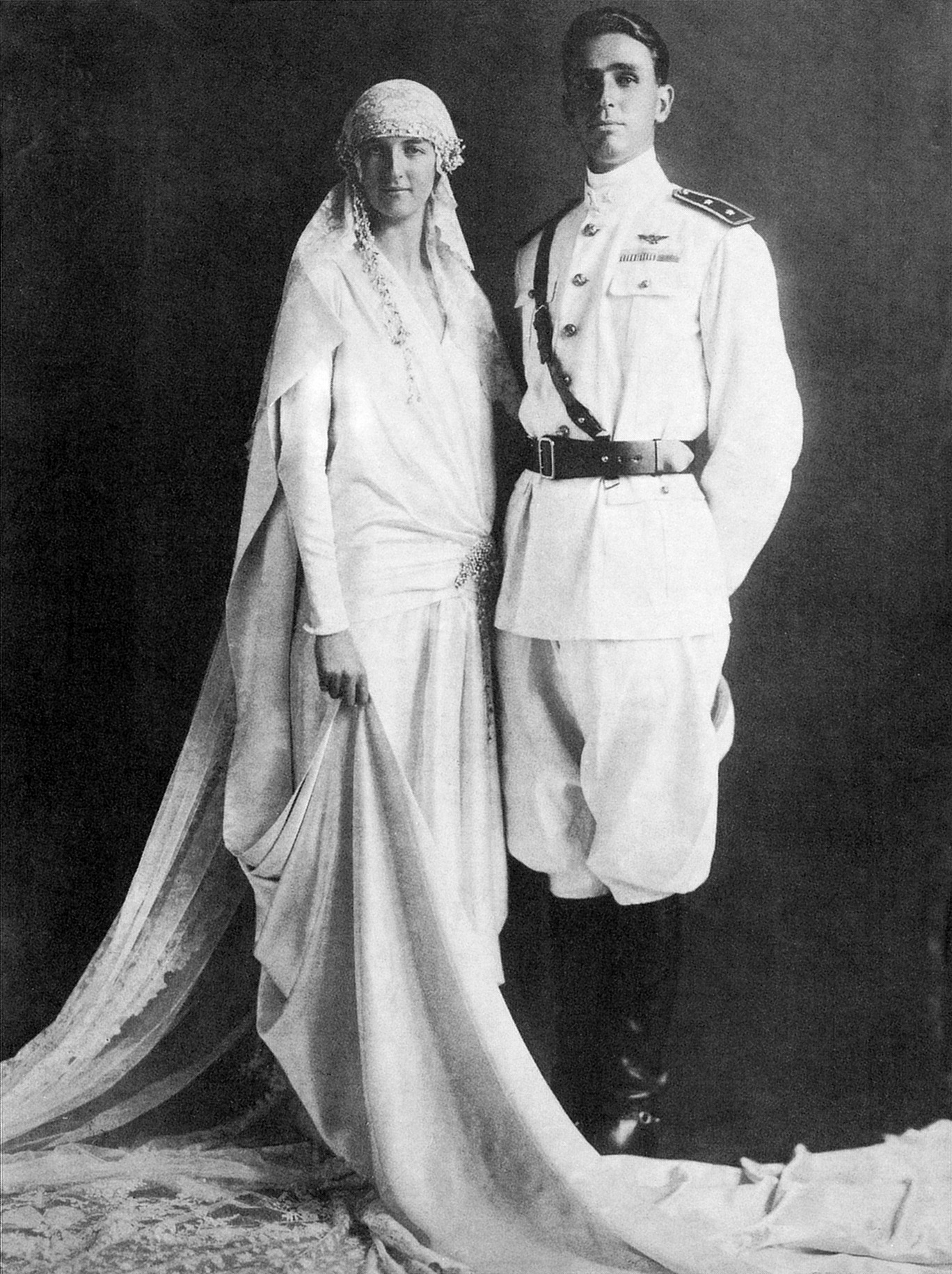
Anne van Orléans (links) in 1927

Anne Helena Maria van Orléans (Le Nouvion-en-Thiérache, 5 augustus 1906 - Sorrento, 19 maart 1986) was een Franse prinses uit het huis Bourbon-Orléans.
Zij was een dochter van Jean van Orléans en Isabella van Orléans en een zuster van de orleanistische troonpretendent Henri van Orléans. Op 5 november 1927 trad ze in het huwelijk met haar neef prins Amadeus van Aosta, de derde hertog van Aosta. Zij kregen twee dochters:
- Margaritha (1930–2022), getrouwd met Robert van Oostenrijk-Este en de moeder van aartshertog Lorenz, de man van de Belgische prinses Astrid.
- Maria Christina (1933)

In 1936 was zij aan de zijde van haar man, korte tijd vice-koningin van Ethiopië. Haar man werd in 1942 krijgsgevangen gemaakt en overleed in gevangenschap. Anne vestigde zich na de oorlog in Italië. 